# 成田西
成田西（なりたにし）は、東京都杉並区の町名。現行行政地名は成田西一丁目から成田西四丁目。

## 地理
杉並区中央部に位置する。北で荻窪、東で成田東、南東で大宮、南で浜田山、西で高井戸東と接する。町域の中央を五日市街道が東西に走り、善福寺川が南北に蛇行して流れている。五日市街道沿いに商店街があり他は住宅地である。善福寺川沿いは緑地・公園として利用されている。

### 河川
- 善福寺川

### 地価
住宅地の地価は、2025年（令和7年）1月1日の公示地価によれば、成田西3-10-28-1の地点で52万8000円/m2となっている。

## 世帯数と人口
2025年（令和7年）3月1日現在（杉並区発表）の世帯数と人口は以下の通りである。
| 丁目         | 世帯数    | 人口    |
| ------------ | --------- | ------- |
| 成田西一丁目 | 1,350世帯 | 2,879人 |
| 成田西二丁目 | 1,462世帯 | 3,169人 |
| 成田西三丁目 | 974世帯   | 2,178人 |
| 成田西四丁目 | 438世帯   | 908人   |
| 計           | 4,224世帯 | 9,134人 |

### 人口の変遷
国勢調査による人口の推移。
| 年                 | 人口  |
| ------------------ | ----- |
| 1995年（平成7年）  | 8,362 |
| 2000年（平成12年） | 8,433 |
| 2005年（平成17年） | 8,845 |
| 2010年（平成22年） | 8,754 |
| 2015年（平成27年） | 8,722 |
| 2020年（令和2年）  | 8,911 |

### 世帯数の変遷
国勢調査による世帯数の推移。
| 年                 | 世帯数 |
| ------------------ | ------ |
| 1995年（平成7年）  | 3,291  |
| 2000年（平成12年） | 3,525  |
| 2005年（平成17年） | 3,751  |
| 2010年（平成22年） | 3,783  |
| 2015年（平成27年） | 3,772  |
| 2020年（令和2年）  | 4,064  |

## 学区
区立小・中学校に通う場合、学区は以下の通りとなる（2016年1月時点）。
| 丁目         | 番地                              | 小学校                 | 中学校               |
| ------------ | --------------------------------- | ---------------------- | -------------------- |
| 成田西一丁目 | 1～7番 8番1～15号 8番22～36号 9番 | 杉並区立浜田山小学校   | 杉並区立松ノ木中学校 |
| 成田西一丁目 | 8番16～21号 10～21番              | 杉並区立浜田山小学校   | 杉並区立東田中学校   |
| 成田西一丁目 | 22～30番                          | 杉並区立杉並第二小学校 | 杉並区立東田中学校   |
| 成田西二丁目 | 7番5～25号 8～24番                | 杉並区立杉並第二小学校 | 杉並区立東田中学校   |
| 成田西二丁目 | 1〜6番 7番1〜4号 7番26〜33号      | 杉並区立浜田山小学校   | 杉並区立東田中学校   |
| 成田西三丁目 | 全域                              | 杉並区立杉並第二小学校 | 杉並区立東田中学校   |
| 成田西四丁目 | 全域                              | 杉並区立杉並第二小学校 | 杉並区立東田中学校   |

## 歴史
1969年（昭和44年）11月1日に成宗2丁目の全部及び成宗1丁目・西田町2丁目の各一部から成立、住居表示を行った。一丁目から四丁目までが成立時より設置されている。

### 史跡
- 成宗城址 - 鎌倉時代の砦跡。現在の共立女子大学研修センター杉並寮の敷地内にある。
- 熊野神社 - 境内出土の縄文土器・弥生土器・土師器が保存されている[5]
- 宝昌寺 - 曹洞宗の寺院。康暦から延徳年間の板碑、寛文から正徳年間の庚申・地蔵などの供養塔が現存する[5]。

## 交通

### バス
杉並区のコミュニティバス「すぎ丸」のけやき路線が通る。

### 道路
- 東京都道7号杉並あきる野線（五日市街道）

## 事業所
2021年（令和3年）現在の経済センサス調査による事業所数と従業員数は以下の通りである。
| 丁目         | 事業所数  | 従業員数 |
| ------------ | --------- | -------- |
| 成田西一丁目 | 47事業所  | 216人    |
| 成田西二丁目 | 34事業所  | 479人    |
| 成田西三丁目 | 53事業所  | 395人    |
| 成田西四丁目 | 11事業所  | 104人    |
| 計           | 145事業所 | 1,194人  |

### 事業者数の変遷
経済センサスによる事業所数の推移。
| 年                 | 事業者数 |
| ------------------ | -------- |
| 2016年（平成28年） | 129      |
| 2021年（令和3年）  | 145      |

### 従業員数の変遷
経済センサスによる従業員数の推移。
| 年                 | 従業員数 |
| ------------------ | -------- |
| 2016年（平成28年） | 802      |
| 2021年（令和3年）  | 1,194    |

## 施設
- 杉並区民事務所成田会議室
- 共立女子大学研修センター
- 東京都立杉並高等学校
- 東京都立豊多摩高等学校
- 杉並区立杉並第二小学校
- 杉並区立成田西幼稚園
- 杉並日の出幼稚園
- 都立善福寺川緑地
- 杉並児童交通公園
- はら公園
- 尾崎公園
- 杉並成田西郵便局
- 関東バス五日市街道営業所
- 杉並警察署成田西駐在所
- 東京電力成宗変電所
- 杉並区立成田西児童館

## その他

### 日本郵便
- 郵便番号 : 166-0016[3]（集配局 : 杉並郵便局[16]）。